# Área metropolitana de Cincinnati-Norte de Kentucky
El área metropolitana de Cincinnati, también conocida como Cincinnati-Kentucky Norte (en inglés Cincinnati-Northern Kentucky), Gran Cincinnati (en inglés Greater Cincinnati), o área estadística metropolitana de Cincinnati-Middletown, OH-KY-IN MSA, como la denomina oficialmente la Oficina de Administración y Presupuesto, es un área estadística metropolitana centrada en la ciudad de Cincinnati, que abarca parte de los estados estadounidenses de Indiana, Kentucky y Ohio. Tiene una población de 2.130.151 habitantes según el censo de 2010, convirtiéndola en la 27.º área metropolitana más poblada de los Estados Unidos.

## Composición
El área metropolitana está compuesta por:
- 3 condados del estado de Indiana, Dearborn, Franklin y Ohio;
- 7 condados del estado de Kentucky, Boone, Bracken, Campbell, Gallatin, Grant, Kenton y Pendleton; y
- 5 condados del estado de Ohio, Brown, Butler, Clermont, Hamilton y Warren.

## Área estadística metropolitana combinada
El área metropolitana de Providence es parte del área estadística metropolitana combinada de Cincinnati-Middletown-Wilmington, OH-KY-IN CSA junto con el área estadística micropolitana de Wilmington, OH µSA, que comprende el condado de Clinton (Indiana), totalizando habitantes en un área de 12.620 km².

## Población
| Área Estadística/Condado                        | Censo 2010 | Censo 2000 | Censo 1990 | Censo 1980 | Censo 1970 | Censo 1960 | Censo 1950 |
| ----------------------------------------------- | ---------- | ---------- | ---------- | ---------- | ---------- | ---------- | ---------- |
| Cincinnati-Middletown-Wilmington, OH-KY-IN CSA1 | 2.172.191  | 2.050.175  | 1.880.332  | 1.788.404  | 1.721.698  | 1.574.663  | 1.270.310  |
| Cincinnati-Middletown, OH-KY-IN MSA1            | 2.130.151  | 2.009.632  | 1.844.917  | 1.753.801  | 1.690.234  | 1.544.659  | 1.244.738  |
| Condado de Dearborn (Indiana)                   | 50.047     | 46.109     | 38.835     | 34.291     | 29.430     | 28.674     | 25.141     |
| Condado de Franklin (Indiana)                   | 23.087     | 22.151     | 19.580     | 19.612     | 16.943     | 17.015     | 16.034     |
| Condado de Ohio (Indiana)                       | 6.128      | 5.623      | 5.315      | 5.114      | 4.289      | 4.165      | 4.223      |
| Condado de Boone (Kentucky)                     | 118.811    | 85.991     | 57.589     | 45.842     | 32.812     | 21.940     | 13.015     |
| Condado de Bracken (Kentucky)                   | 8.488      | 8.279      | 7.766      | 7.738      | 7.227      | 7.422      | 8.424      |
| Condado de Campbell (Kentucky)                  | 90.336     | 88.616     | 83.866     | 83.317     | 88.501     | 86.803     | 76.196     |
| Condado de Gallatin (Kentucky)                  | 8.589      | 7.870      | 5.393      | 4.842      | 4.134      | 3.867      | 3.969      |
| Condado de Grant (Kentucky)                     | 24.662     | 22.384     | 15.737     | 13.308     | 9.999      | 9.489      | 9.809      |
| Condado de Kenton (Kentucky)                    | 159.720    | 151.464    | 142.031    | 137.058    | 129.440    | 120.700    | 104.254    |
| Condado de Pendleton (Kentucky)                 | 14.877     | 14.390     | 12.036     | 10.989     | 9.949      | 9.968      | 9.610      |
| Condado de Brown (Ohio)                         | 44.846     | 42.285     | 34.966     | 31.920     | 26.635     | 25.178     | 22.221     |
| Condado de Butler (Ohio)                        | 368.130    | 332.807    | 291.479    | 258.787    | 226.207    | 199.076    | 147.203    |
| Condado de Clermont (Ohio)                      | 197.363    | 177.977    | 150.187    | 128.483    | 95.725     | 80.530     | 42.182     |
| Condado de Hamilton (Ohio)                      | 802.374    | 845.303    | 866.228    | 873.224    | 924.018    | 864.121    | 723.952    |
| Condado de Warren (Ohio)                        | 212.693    | 158.383    | 113.909    | 99.276     | 84.925     | 65.711     | 38.505     |
| Wilmington, OH µSA1                             | 42.040     | 40.543     | 35.415     | 34.603     | 31.464     | 30.004     | 25.572     |
| Condado de Clinton (Indiana)                    | 42.040     | 40.543     | 35.415     | 34.603     | 31.464     | 30.004     | 25.572     |

## Principales comunidades del área metropolitana
Ciudades principales
- Cincinnati
- Middletown

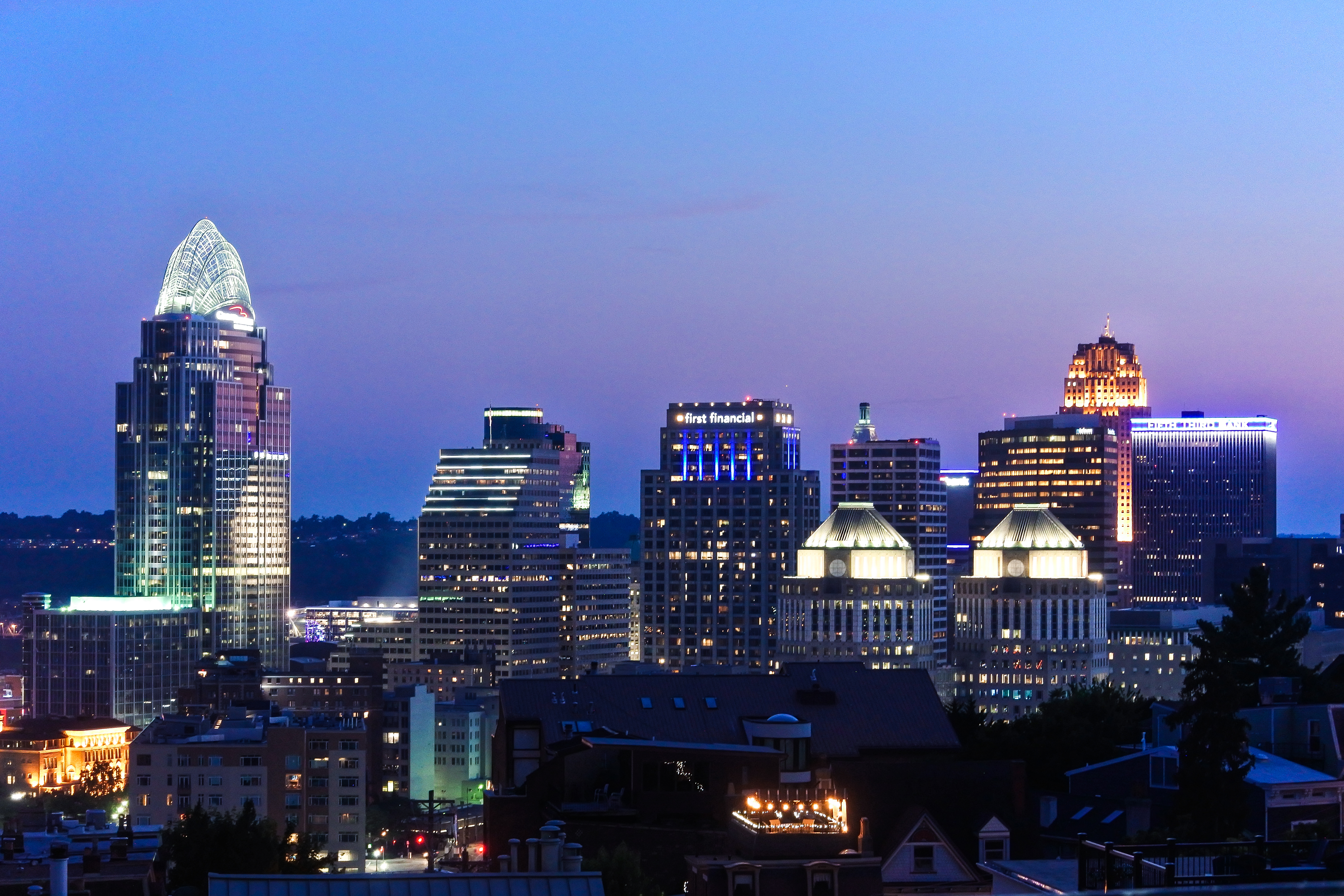
Cincinnati

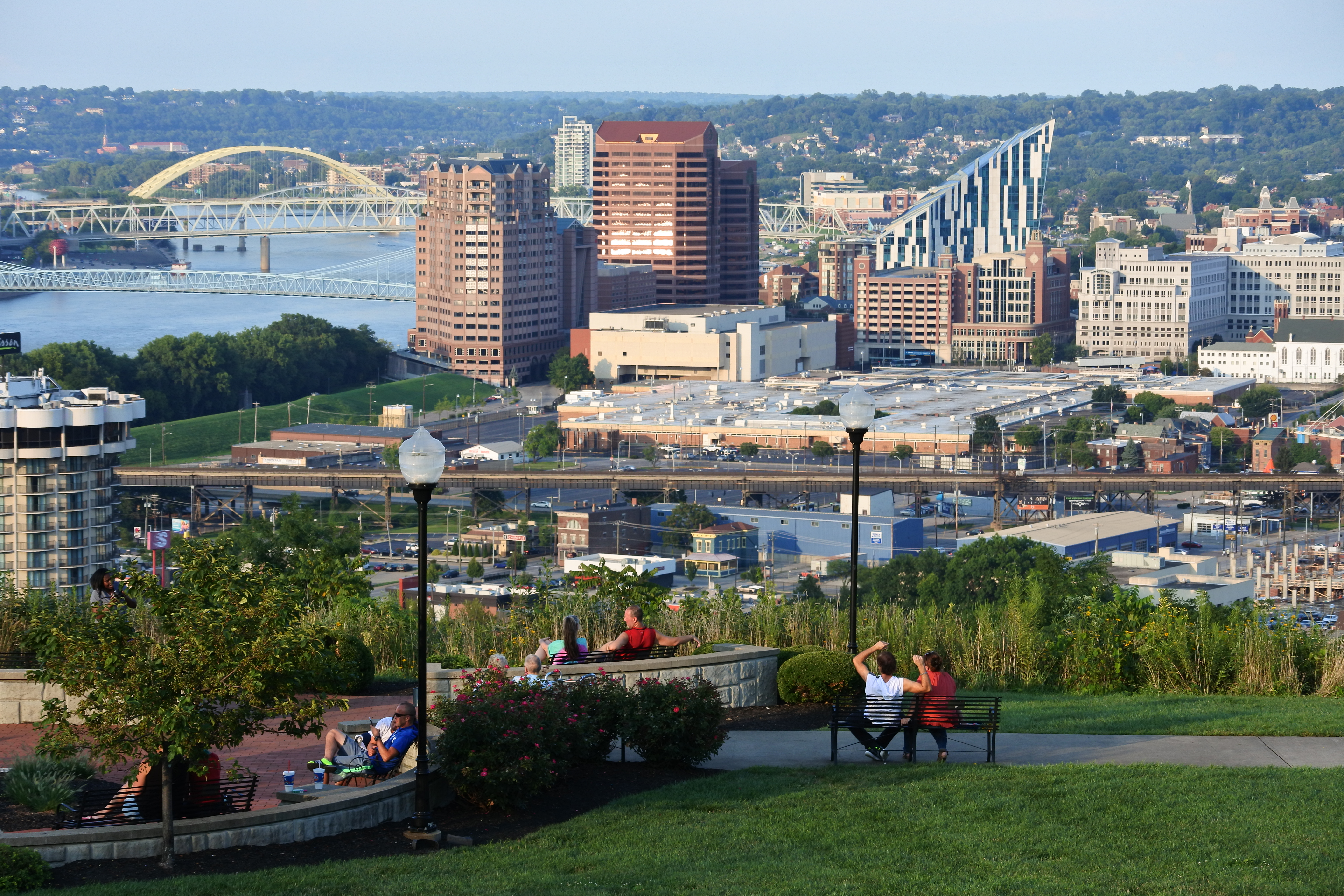
Covington

Otras comunidades con más de 10.000 habitantes
- Hamilton (Ohio)
- Covington (Kentucky)
- Fairfield (Ohio)
- Florence (Kentucky)
- Mason (Ohio)
- Oxford (Ohio)
- Norwood (Ohio)
- Forest Park (Ohio)
- Newport (Kentucky)
- Lebanon (Ohio)
- Fort Thomas (Kentucky)
- Independence (Kentucky)
- Sharonville (Ohio)
- Blue Ash (Ohio)
- Loveland (Ohio)
- Springdale (Ohio)